# 芦屋川
芦屋川（あしやがわ）は、兵庫県芦屋市を流れる河川。二級水系の本流である。

## 概要
花崗岩質の六甲山麓から一気に下る急流である。水質は良く、明治時代から水道水源として利用されている。一方で土砂生産量が多く、中流部では天井川となるなど幾度となく水害を発生させてきた。
1935年（昭和10年）の例では毎月のように集中豪雨があり、上流部では土砂災害が発生。樹木や巨石を含む土砂が押し出されて河床が上昇傾向となり、容易に氾濫を起こしやすい状況となっていた。その3年後となる1938年（昭和13年）には阪神大水害が発生。芦屋川では河床の堆積物などが土石流化して氾濫、河口付近の住宅地にまで壊滅的な被害をもたらしている。
こうした経緯が知られていたため、1995年（平成7年）に阪神・淡路大震災で、再び上流部に土砂災害が発生した際には、ただちに砂防ダムの設置などの対策工事が進められた。二級河川の為、兵庫県が管理している。
支流には、高座川（こうざがわ）がある。

## 流路
芦屋市北部の六甲山にある白山石宝殿付近に源を発し、ごろごろ岳（標高565.6m）からは奥山貯水池を経て合流。上流部で石仏谷、八幡谷などの沢を集めつつ南流。高級住宅街の代名詞である芦屋市の中央を南北に貫流するので、両岸には重要文化財旧山邑家住宅（ヨドコウ迎賓館）をはじめ、河口にいたるまで大規模な邸宅建築が軒を連ねている。中流からは天井川となり、山手幹線と東海道本線は河底の下をトンネルで抜ける一方、阪急芦屋川駅や阪神芦屋駅のホームは芦屋川をまたいで設置されている。その後も南流し、埋立地の並ぶ大阪湾（東神戸港）へ注ぐ。扇状地の地形ゆえ上流地帯にある程度の雨が降った時以外は下流部は渇水していることが多く、特に国道43号から下流で橋のある鵺塚（ぬえづか）橋下流では、深刻である。

## 歴史
- 1934年（昭和9年）9月21日 - 室戸台風の直撃を受け、堤防沿いの松並木の多くが倒れる[7]。
- 1935年（昭和10年）
  - 6月29日 - 集中豪雨により溢水、氾濫が発生。
  - 7月5日 - 早朝からの集中豪雨により上流部で山腹崩壊が発生。さらに下流域では阪急芦屋川停留所付近で、木橋が流されるとともに破堤して氾濫が発生した[8]。
  - 8月10日 - 集中豪雨により再び芦屋川停留所付近で氾濫。水道路に並ぶ家屋は軒並み浸水した。
  - 8月29日 - 集中豪雨により再び芦屋川停留所付近で氾濫。濁水は土砂を伴い数十戸床上浸水[9]。
- 1938年（昭和13年）7月3日～5日 - 阪神大水害で氾濫。
- 1995年（平成7年）1月17日 - 阪神・淡路大震災発生。土砂災害への対策工事が進められる。

## 流域の自治体
兵庫県
芦屋市（支流の高座川は一部神戸市東灘区）

## 芦屋川の光景
- 芦屋川下流の風景
- 月若橋より上流を望む
- 芦屋川の風景
- 芦屋川橋（国道43号線）
- 天井川「芦屋川」の川床の下をくぐる斜行リフト（芦屋市松ノ内町）
- 天井川「芦屋川」の川床の下に向かう斜行リフトのゴンドラ

## 橋梁
- 開森橋
- 桜橋（人道橋）
- 芦屋川橋 - 阪急神戸本線（芦屋川駅）
- 月若橋
- （山手幹線）
- 大正橋
- （JR東海道本線）
- 業平橋 - 国道2号（阪神国道）
- 公光橋
- 芦屋川橋 - 阪神本線（芦屋駅）
- （人道橋）
- 芦屋川橋 - 国道43号
- 鵺塚橋

## 流域の観光地
- 芦屋ゴルフ場
- 芦屋ロックガーデン
- 俵美術館
- 旧山邑家住宅
- 滴翠美術館
- おたふく山、ごろごろ岳 上流部の沢登りは上級者向けであり、ハイキングコースではないので注意。